# Dejan Zavec
Dejan Zavec (tudi Jan Zaveck), slovenski boksar, boksarski trener in politik, * 13. marec 1976, Trdobojci, Slovenija. 
Zavec je svojo boksarsko kariero začel pri šestnajstih letih, pred profesionalno kariero pa je osvojil devet naslovov amaterskega državnega prvaka in več zmag na mednarodnih turnirjih. 12. januarja 2006 je diplomiral na Fakulteti za šport in fizično izobraževanje v Novem Sadu in pridobil naziv trener boksa. Leta 2022 se je pridružil slovenski politični stranki Gibanje Svoboda in bil izvoljen za poslanca v Državnem zboru, septembra 2023 pa je izstopil iz njega.

## Profesionalna kariera
Zavec je svojo športno pot po prestopu med profesionalce nadaljeval v nemškem boksarskem klubu Sport Events Steinforth. Ko je Zavec začel kariero profesionalnega boksarja, je bil po svojih besedah na lestvici uvrščen okoli 1380. mesta, a je že po prvem letu napredoval na položaj okrog 100. mesta.
V svoji karieri je osvojil naslov medcelinskega boksarskega prvaka v velterski kategoriji po združenjih IBF in WBO in svetovnega prvaka v velterski kategoriji po združenju IBF, v začetku leta 2008 je postal prvak Evropske unije, leta 2015 pa svetovni prvak v super velterski kategoriji po združenju WBF. Svoj prvi naslov je Zavec osvojil leta 2004.

## Pomembnejši dvoboji
25. marca 2006 je Zavec v Oranienburgu po prekinitvi v 6. krogu po sodniških ocenah s 3:0 premagal izzivalca čilenca Joela Maya, ki je takrat nastopal za Avstrijo. Za Zavca je bil to dvajseti profesionalni dvoboj in hkrati dvajseta zmaga. Sodnik je dvoboj predčasno prekinil po tem, ko je Zavec v trčenju nasprotnikov z glavama spet odprl rano na arkadi, ki jo je pred tem v eni od predhodnih rund Zavec zadal Mayu.
11. decembra 2009 se je v Južni Afriki pomeril s takratnim svetovnim prvakom v velterski kategoriji po verziji IBF, Južno-Afričanom Isaacom Hlatshwayom. Zavec, ki je dvoboj bolje začel, je v drugi rundi nasprotnika prvič spravil na tla, v tretji rundi pa ga je na tla spravil še dvakrat. Sodnik je dvoboj prekinil in oznanil tehnični knockout. Zavec je tako osvojil pas in naslov svetovnega prvaka. Dvoboj je trajal 8 minut in 55 sekund.
9. aprila 2010 je Zavec prvič ubranil naslov svetovnega prvaka v velterski kategoriji po verziji IBF v dvoboju z Argentincem Rodolfom Martinez v hali Tivoli v Ljubljani. Zmagal je s tehničnim knockoutom (TKO) v dvanajsti rundi, ko je sodnik prekinil dvoboj.
5. septembra 2010 je Zavec drugič branil naslov svetovnega prvaka v velterski kategoriji po verziji IBF v boju s Poljakom Rafalom Jackiewiczom v areni Stožice v Ljubljani pred 12.000 gledalci. Z Jackiewiczom je Zavec do tedaj doživel edini poraz v svoji profesionalni karieri 29. novembra 2008 v Katowicah na Poljskem. Zmagal je Zavec po sodniški odločitvi (117:111, 114:114, 117:111).
18. februarja 2011 je Zavec še tretjič ubranil naslov svetovnega prvaka v velterski kategoriji po verziji IBF v dvoboju z izzivalcem Američanom Paulom Delgadom v ljubljanski areni Stožice. Zmagal je s tehničnim knockoutom (TKO) v peti rundi, ko je sodnik prekinil dvoboj.
3. septembra 2011 je Zavec četrtič branil naslov svetovnega prvaka v velterski kategoriji po verziji IBF v dvoboju z Američanom Andrem Bertom v Biloxiju v ameriški zvezni državi Mississippi. Dvoboj se je končal s tehničnim knockoutom v peti rundi zaradi poškodbe Zavčevega obraza okoli očesa, s čimer je izgubil dvoboj, s tem pa tudi naslov prvaka. Berto mu naj bi takoj po dvoboju ponudil povratni obračun, do katerega pa nikoli ni prišlo.
11. aprila 2015 je Zavec osvojil naslov svetovnega prvaka v super velterski kategoriji po verziji WBF v dvoboju z Belgijcem Sasho Yengoyanom v dvorani Tabor v Mariboru. Dvoboj se je končal z enoglasno odločitvijo v dvanajsti rundi.
25. novembra 2015 se je Zavec še tretjič podal v Ameriko, kjer se je v polsrednji katergoriji pomeril s Kubancem Erislandyjem Laro mestu Hialeah na Floridi. Dvoboj se je po sodniški prekinitvi končal v korist Lare že v tretji rundi.

## Profesionalni boksarski dvoboji
| 40 dvobojev, 34 zmag (19 s prekinitvijo, 14 z odločitvijo), 4 porazi, 0 remijev, 1 brez boja |                           |                           |               |            |                |                                                                           |
| Rez.                                                                                         | Nasprotnik                | Tip                       | Runda (čas)   | Datum      | Lokacija       | Opombe                                                                    |
| Poraz                                                                                        | Erislandy Lara            | S tehnično prekinitvijo   | 3 (12)        | 2015-11-25 | Hialeah        | Za naslov svetovnega prvaka v polsrednji kategoriji po WBA (redno) in IBO |
| Zmaga                                                                                        | Sasha Yengoyan            | Z odločitvijo (enoglasno) | 12            | 2015-04-11 | Maribor        | Osvojil naslov svetovnega prvaka v polsrednji kategoriji po WBF           |
| Zmaga                                                                                        | Ferenco Hafner            | S takojšnjo prekinitvijo  | 7             | 2014-10-17 | Maribor        | Osvojil naslov evropskega prvaka v polsrednji kategoriji po WBO           |
| Zmaga                                                                                        | Sebastien Allais          | Z odločitvijo (enoglasno) | 8             | 2013-10-19 | Leipzig        |                                                                           |
| Poraz                                                                                        | Keith Thurman             | Z odločitvijo (enoglasno) | 12            | 2013-03-09 | New York       | Izgubil naslov medcelinskega prvaka v velterski kategoriji po WBO         |
| Zmaga                                                                                        | Bethuel Uushona           | Z odločitvijo (enoglasno) | 12            | 2012-03-24 | Maribor        | Osvojil naslov medcelinskega prvaka v velterski kategoriji po WBO         |
| Poraz                                                                                        | Andre Berto               | S tehnično prekinitvijo   | 5 (12)        | 2011-09-03 | Mississippi    | Izgubil naslov svetovnega prvaka v velterski kategoriji po IBF            |
| Zmaga                                                                                        | Paul Delgado              | S takojšnjo prekinitvijo  | 5 (12)        | 2011-02-18 | Ljubljana      | Zadržal naslov svetovnega prvaka v velterski kategoriji po IBF            |
| Zmaga                                                                                        | Rafal Jackiewicz          | Z odločitvijo (večinsko)  | 12            | 2010-09-04 | Ljubljana      | Zadržal naslov svetovnega prvaka v velterski kategoriji po IBF            |
| Zmaga                                                                                        | Rodolfo Ezequiel Martinez | S takojšnjo prekinitvijo  | 12 (12), 2:20 | 2010-04-09 | Ljubljana      | Zadržal naslov svetovnega prvaka v velterski kategoriji po IBF            |
| Zmaga                                                                                        | Isaac Hlatshwayo          | S takojšnjo prekinitvijo  | 3 (12), 2:55  | 2009-12-11 | Johannesburg   | Osvojil naslov svetovnega prvaka v velterski kategoriji po IBF            |
| Zmaga                                                                                        | Jorge Daniel Miranda      | S prekinitvijo            | 12            | 2009-06-19 | Maribor        |                                                                           |
| Zmaga                                                                                        | Arek Malek                | Z odločitvijo (enoglasno) | 6             | 2009-05-15 | Magdeburg      |                                                                           |
| Poraz                                                                                        | Rafal Jackiewicz          | Z odločitvijo (večinsko)  | 12            | 2008-11-29 | Katowice       | Za naslov prvaka v velterski kategoriji po EBU                            |
| Zmaga                                                                                        | Marco Cattikas            | Z odločitvijo (enoglasno) | 12            | 2008-06-15 | Maribor        |                                                                           |
| Zmaga                                                                                        | Pietro d'Alessio          | S takojšnjo prekinitvijo  | 4 (8), 2:33   | 2008-01-19 | Düsseldorf     |                                                                           |
| Zmaga                                                                                        | Albert Starikov           | Z odločitvijo (enoglasno) | 10            | 2007-10-13 | Magdeburg      |                                                                           |
| BB                                                                                           | Jorge Daniel Miranda      | BB                        | 3 (12), 1:48  | 2007-06-12 | Maribor        | Zadržal naslov medcelinskega prvaka v velterski kategoriji po WBO         |
| Zmaga                                                                                        | Nicolas Guisset           | Z odločitvijo (enoglasno) | 12            | 2007-02-17 | Magdeburg      |                                                                           |
| Zmaga                                                                                        | Andrej Jeskin             | S takojšnjo prekinitvijo  | 10 (12), 2:30 | 2006-05-23 | Ptuj           | Zadržal naslov medcelinskega prvaka v velterski kategoriji po WBO         |
| Zmaga                                                                                        | Joel Mayo                 | S takojšnjo prekinitvijo  | 6 (12), 1:50  | 2006-03-25 | Brandenburg    | Osvojil naslov medcelinskega prvaka v velterski kategoriji po WBO         |
| Zmaga                                                                                        | Serge Vigne               | S takojšnjo prekinitvijo  | 5 (8), 2:35   | 2005-10-29 | Brandenburg    |                                                                           |
| Zmaga                                                                                        | Mihail Bojarskih          | S takojšnjo prekinitvijo  | 8 (12)        | 2005-09-20 | Praga          |                                                                           |
| Zmaga                                                                                        | Joseph Sovijus            | S takojšnjo prekinitvijo  | 3 (4)         | 2005-06-18 | Pulj           |                                                                           |
| Zmaga                                                                                        | Danilo Alcantara          | S takojšnjo prekinitvijo  | 2 (6), 2:04   | 2005-04-02 | Brandenburg    |                                                                           |
| Zmaga                                                                                        | Martins Kukulis           | S prekinitvijo            | 4 (6), 1:56   | 2005-01-15 | Magdeburg      |                                                                           |
| Zmaga                                                                                        | Jurijs Boreiko            | Z odločitvijo (večinsko)  | 6             | 2004-09-18 | Magdeburg      |                                                                           |
| Zmaga                                                                                        | Arthur Nowak              | S takojšnjo prekinitvijo  | 8 (10)        | 2004-07-17 | Dessau         | Osvojil naslov nemškega mednarodnega prvaka v velterski kategoriji        |
| Zmaga                                                                                        | Boubacar Sidibe           | Z odločitvijo (enoglasno) | 8             | 2004-06-05 | Magdeburg      |                                                                           |
| Zmaga                                                                                        | Viktor Baranov            | Z odločitvijo (enoglasno) | 12            | 2004-04-17 | Maribor        | Osvojil naslov medcelinskega prvaka v velterski kategoriji po NBA         |
| Zmaga                                                                                        | Nikita Zajcev             | Z odločitvijo (večinsko)  | 8             | 2004-02-21 | Aschersleben   |                                                                           |
| Zmaga                                                                                        | Rozalin Nasibulin         | S takojšnjo prekinitvijo  | 5 (8)         | 2003-11-29 | Brandenburg    |                                                                           |
| Zmaga                                                                                        | Andrzej Butowicz          | Z odločitvijo (enoglasno) | 6             | 2003-10-17 | Usti nad Labem |                                                                           |
| Zmaga                                                                                        | Leonti Vorontsuk          | S takojšnjo prekinitvijo  | 2 (?), 2:44   | 2003-09-20 | Aschersleben   |                                                                           |
| Zmaga                                                                                        | Kamel Ikene               | S takojšnjo prekinitvijo  | 2 (6), 2:14   | 2003-07-05 | Aschersleben   |                                                                           |
| Zmaga                                                                                        | Artur Drinaj              | S takojšnjo prekinitvijo  | 2 (?)         | 2003-06-14 | Magdeburg      |                                                                           |
| Zmaga                                                                                        | Nikita Zajcev             | S takojšnjo prekinitvijo  | 2 (?)         | 2003-05-21 | Hradec Kralove |                                                                           |
| Zmaga                                                                                        | Patrik Hruska             | Z odločitvijo (enoglasno) | 6             | 2003-04-25 | Magdeburg      |                                                                           |
| Zmaga                                                                                        | Nico Salzmann             | PTS                       | 6             | 2003-03-21 | Berlin         |                                                                           |
| Zmaga                                                                                        | Zsolt Toth                | S takojšnjo prekinitvijo  | 1 (4)         | 2003-03-01 | Aschersleben   |                                                                           |